# Drive (песня)
Drive (с англ. — «Привезёт»)— шестнадцатый в общем и третий с альбома Heartbeat City сингл американской рок-группы «новой волны» The Cars, вышедший 23 июля 1984 года на лейбле Elektra Records. 
После своего выхода сингл «Drive» стал самым высоким синглом «The Cars» в чартах на большинстве территорий. В Соединённых Штатах он достиг третьего места в Billboard Hot 100 и возглавил хит-парад Adult Contemporary. Он достиг пятого места (четвёртого места при повторном попадании в 1985 году) в Соединённом Королевстве, четвёртого места в Западной Германии, шестого места в Канаде и третьего места (пятого места при повторном попадании в 1985 году) в Ирландии.

## О песне
Песня больше всего ассоциируется с июльским мероприятием Live Aid 1985 года, где она была исполнена Бенджамином Орром во время мероприятия в Филадельфии; песня также использовалась в качестве фоновой музыки к монтажу клипов, изображающих современный эфиопский голод во время лондонского мероприятия, который был представлен английским музыкантом Дэвидом Боуи. После концерта песня вновь вошла в UK Singles Chart и достигла пика на четвёртой строчке в августе 1985 года. Выручка от продажи переизданной песни собрала почти 160 000 фунтов стерлингов для фонда Band Aid Trust; Окасек вручил попечителю благотворительной организации Миджу Юре чек на эту сумму, когда он был в Лондоне в ноябре 1986 года, продвигая свой сольный альбом This Side of Paradise.
В ретроспективном обзоре сингла журналист AllMusic Дональд А. Гуариско похвалил песню за то, что она является «великолепной балладой, которая сочетает искреннее написание песен с заманчивым электронным звуковым ландшафтом. Музыка отражает лирический тон с прекрасной мелодией, которая поднимается и опускается в успокаивающей, но грустной манере».

## Музыкальное видео
Режиссёром клипа выступил актёр Тимоти Хаттон, в нём снялась 18-летняя модель и актриса Полина Поризкова, которая позже стала женой Рика Окасека.
Видео чередуется между кадрами Орра, сидящего в заброшенном ночном клубе, лицом к лицу с манекенами, позирующими в баре в качестве клиентов и бармена, и сценами, изображающими разрыв отношений между персонажами, которых играют Окасек и Поризкова. В конце концов, оставшись одна, женщина некоторое время плачет и истерически смеётся, прежде чем отправиться в ночной клуб. Она печально смотрит через грязное окно на сцену, где одетые в смокинги манекены участников группы позируют со своими инструментами, как будто играют шоу, и поворачивается, чтобы уйти, когда видео заканчивается.
Хаттон позже вспоминал, что его режиссура клипа возникла из-за того, что он жил рядом с Эллиотом Робертсом, менеджером The Cars. Они слушали песни с неизданного на тот момент альбома Heartbeat City, и Хаттон сказал Робертсу, что «Drive» произвела на него особое впечатление.

В то время все снимали видео. Это был расцвет MTV, и когда вы делали запись, вы также думали о видео. Я поговорил с Эллиотом о том, как сильно мне понравилась песня «Drive», и я начал описывать все различные способы, которыми, по моему мнению, они могли бы её использовать, вплоть до видео. И он сказал: «Знаешь, всё, что ты говоришь, звучит действительно интересно. Вы не возражаете, если… Не согласитесь ли вы, чтобы я передал эту концепцию Рику Окасеку?» Я сказал: «Конечно!» Поэтому он перезвонил мне на следующий день и сказал: «Мы с Риком думаем, что ты должен стать режиссёром видео. Нам нравится ваша идея, ваш взгляд на неё». Вот как это произошло. И примерно через месяц я был в Нью-Йорке в студии Astoria Studios в течение двух дней, снимая видео.
Оригинальный текст (англ.)At that time, everybody was making videos. It was the height of MTV, and when you made a record, you were also thinking about the video. I talked to Elliott about how much I liked that song "Drive," and I started describing all the different ways I thought they could go with it, as far as the video. And he said, "You know, everything you're saying sounds really interesting. Do you mind if… Would you be up for me passing that concept along to Ric Ocasek?" I said, "Sure!" So he got back to me the next day and said, "Ric and I think you should direct the video. We love your idea, your take on it." So that's how that happened. And about a month later, I was in New York at the Astoria Studios over two days, filming the video.

Хаттон и Рик Окасек подружились, что привело к тому, что Окасек получил роль в фильме 1987 года «Сделано в Раю».

## Список композиций

### 7" Сингл
Слова и музыка всех песен — Рик Окасек.
| №  | Название                       | Основной вокал | Длительность |
| -- | ------------------------------ | -------------- | ------------ |
| 1. | «Drive» (с англ. — «Привезёт») | Бенджамин Орр  | 3:55         |

| №  | Название                                  | Основной вокал | Длительность |
| -- | ----------------------------------------- | -------------- | ------------ |
| 1. | «Stranger Eyes» (с англ. — «Чужие Глаза») | Орр            | 4:26         |

### 12" Сингл
| №  | Название                       | Основной вокал | Длительность |
| -- | ------------------------------ | -------------- | ------------ |
| 1. | «Drive» (с англ. — «Привезёт») | Орр            | 3:55         |

| №  | Название                                                          | Основной вокал | Длительность |
| -- | ----------------------------------------------------------------- | -------------- | ------------ |
| 1. | «My Best Friend’s Girl» (с англ. — «Девушка Моего Лучшего Друга») | Окасек         | 3:44         |
| 2. | «Stranger Eyes» (с англ. — «Чужие Глаза»)                         | Орр            | 4:26         |

### Немецкий CD Сингл 1989 года
| №                   | Название                                                          | Основной вокал      | Длительность |
| ------------------- | ----------------------------------------------------------------- | ------------------- | ------------ |
| 1.                  | «Drive» (с англ. — «Привезёт»)                                    | Орр                 | 3:55         |
| 2.                  | «My Best Friend’s Girl» (с англ. — «Девушка Моего Лучшего Друга») | Окасек              | 3:40         |
| 3.                  | «Shake It Up» (с англ. — «Встряхнись»)                            | Окасек              | 3:55         |
| 4.                  | «Since You’re Gone» (с англ. — «С Тех Пор, как Ты Ушла»)          | Окасек              | 3:30         |
| Общая длительность: | Общая длительность:                                               | Общая длительность: | 15:00        |

## Участники записи
- Рик Окасек — вокал (My Best Friend’s Girl, Shake It Up, Since You’re Gone) , ритм-гитара, бэк-вокал (Drive, Stranger Eyes)
- Бен Орр — вокал (Drive, Stranger Eyes), бас-гитара, бэк-вокал (My Best Friend’s Girl, Shake It Up, Since You’re Gone)
- Эллиот Истон — соло-гитара, бэк-вокал
- Грег Хоукс — клавишные, бэк-вокал, Fairlight CMI программирование (Drive, Stranger Eyes)
- Дэвид Робинсон — ударные, Fairlight CMI программирование (Drive, Stranger Eyes)

## Чарты
| Чарт (1984—1985)                   | Наивысшая позиция |
| ---------------------------------- | ----------------- |
| Австралия (Kent Music Report)      | 10                |
| Австрия (Ö3 Austria Top 40)        | 8                 |
| Бельгия/Фландрия (Ultratop 50)     | 11                |
| Канада (RPM Top Singles)           | 6                 |
| Канада (RPM Adult Contemporary)    | 1                 |
| Canada (The Record)                | 5                 |
| Europe (European Top 100 Singles)  | 9                 |
| Finland (Suomen virallinen lista)  | 11                |
| Ирландия (IRMA)                    | 3                 |
| Нидерланды (Dutch Top 40)          | 14                |
| Нидерланды (Single Top 100)        | 12                |
| Новая Зеландия (Recorded Music NZ) | 5                 |
| Норвегия (VG-lista)                | 9                 |
| South Africa (Springbok Radio)     | 11                |
| Швеция (Sverigetopplistan)         | 15                |
| Швейцария (Schweizer Hitparade)    | 3                 |
| Великобритания (UK Singles Chart)  | 4                 |
| США (Billboard Hot 100)            | 3                 |
| США (Billboard Adult Contemporary) | 1                 |
| США (Billboard Mainstream Rock)    | 3                 |
| США (Cash Box Top 100 Singles)     | 4                 |
| ФРГ (Offizielle Top 100)           | 4                 |

| Чарт (2019)                                  | Наивысшая позиция |
| -------------------------------------------- | ----------------- |
| Canadian Digital Song Sales (Billboard)      | 44                |
| США (Billboard Digital Songs)                | 27                |
| США (Billboard Hot Rock & Alternative Songs) | 6                 |

| Чарт (2020)         | Наивысшая позиция |
| ------------------- | ----------------- |
| Slovenia (SloTop50) | 47                |

| Чарт (1984)                       | Позиция |
| --------------------------------- | ------- |
| Australia (Kent Music Report)     | 67      |
| Canada Top Singles (RPM)          | 42      |
| New Zealand (Recorded Music NZ)   | 35      |
| UK Singles (Gallup)               | 56      |
| US Billboard Hot 100              | 41      |
| US Adult Contemporary (Billboard) | 13      |
| US Cash Box Top 100 Singles       | 29      |

| Чарт (1985)         | Позиция |
| ------------------- | ------- |
| UK Singles (Gallup) | 53      |

## Сертификации
| Регион                                                      | Сертификация | Продажи  |
| ----------------------------------------------------------- | ------------ | -------- |
| Великобритания (BPI)                                        | Золотой      | 500 000^ |
| ^ Данные о тиражах приведены только на основе сертификации. |              |          |